# Apoteosis de santo Tomás de Aquino (Zurbarán)
Apoteosis de santo Tomás de Aquino es un cuadro de Francisco de Zurbarán, expuesto en el Museo de Bellas Artes de Sevilla. Entre las obras de este pintor, es la de mayor tamaño y la que tiene un programa iconográfico más ambicioso.

## Introducción
Esta obra estaba destinada al retablo del altar mayor del colegio de santo Tomás, en Sevilla, fundado en 1516 por Diego de Deza. Fue encargado a Zurbarán por la suma de 400 ducados, el 21 de enero de 1631, por Fray Alonso Ortiz Zambrano —prior y rector del colegio— a quien debe atribuirse su complejo programa iconográfico, si bien su plasmación pictórica debe vincularse únicamente a Zurbarán.

## Tema de la obra
Santo Tomás de Aquino (1225-1274) fue un importante teólogo y filósofo, de la orden de predicadores, llamado el doctor angélico. Fue canonizado en 1323 y declarado doctor de la Iglesia en 1567.

## Descripción de la obra

### Datos técnicos y registrales
- Actualmente en el Museo de Bellas Artes de Sevilla (Inv. n° 170);[4]
- Pintura al óleo sobre lienzo;
- Datación: 1631
- Dimensiones: 486 x 385 cm, según Delenda y según el Museo;
- Firmado y fechado abajo en el centro, sobre la bula de fundación: franco de Zurbaran fat. 1631;
- Restaurado en 1813 en París, ca.1910 en Sevilla y en 1988 en el Museo del Prado, bajo la dirección de R. Alonso;[5]
- Catalogado por Odile Delenda con el número 48 y por Tiziana Frati con el 76.[6]

### Análisis de la obra
La composición consta de una parte inferior y de un enorme rompimiento de gloria, con un fondo de nubes de tonalidades azules y doradas. El rompimiento de gloria, a su vez, consta de dos niveles. El nivel inferior —núcleo de la obra— está centrado en la alta y corpulenta figura de santo Tomás, que eleva la mirada al Cielo, viste el hábito religioso dominicano, y se dispone a escribir la Summa theológica. Le rodean los cuatro doctores de la Iglesia latina, dialogando entre ellos y reclamando con las manos la atención sobre unos textos. En el lado derecho figuran san Ambrosio y san Gregorio y, a.la izquierda, san Jerónimo, y san Agustín. Este grupo es, sin duda, la parte más bella del cuadro.
En el nivel superior —directamente sobre Tomás— aparece el Espíritu Santo en forma de una paloma, de la que parten unos rayos, inspirando la Summa theológica. Sentados a su izquierda se representa a Cristo y a María, mientras que san Pablo y santo Domingo figuran en la parte derecha.
La zona inferior está centrada por una mesa recubierta de un suntuoso mantel de terciopelo rubí, sobre la cual están la bula fundacional del colegio —con la fecha y la firma de Zurbarán— el libro de sus estatutos, y una birreta doctoral, formando un hermoso bodegón. Dispuestos a ambos lados de la mesa, aparecen ocho personajes, arrodillados en actitud de devoción hacia santo Tomás. La parte derecha está encabezada por el emperador Carlos I —protector del colegio— y, detrás de él, tres personajes con muceta doctoral, uno de ellos fraile dominico, mientras que otro podría ser el autorretrato de Zurbarán. A la izquierda se representa a Diego de Deza —fundador de la institución— y a otros tres dominicos, uno de los cuales podría ser Fray Alonso Ortiz Zambrano. Al fondo se ven los edificios levantados en terrenos cedidos por Carlos I.

## Procedencia
1. Sevilla, iglesia del Colegio de Santo Tomás, retablo del altar mayor (1631-1810);
2. Sevilla, Alcázar, sala baja 2, n º. 61, 1810;
3. París, colección mariscal Soult, 1810-1813;
4. París, Museo Napoleón, 1813-1815 (inv.1813, n° 389);
5. Madrid, Real Academia de Bellas Artes de San Fernando, octubre 1815 (en caja);
6. Madrid, Real Academia de San Fernando, junio 1816-1818;
7. Sevilla, Colegio Santo Tomás, 1819;
8. Sevilla, Catedral, 1821;
9. Sevilla, Colegio Dominico Santo Tomás, 1823;
10. Sevilla, Catedral, 1835;
11. Sevilla, Museo de Bellas Artes, 1840 (desamortización: Inv. 1840, n º. 1947).[11]